# Мерлинка (фестивал)
Међународни фестивал квир филма Мерлинка (енгл. International queer film festival Merlinka) јесте ЛГБТ филмски фестивал који се почетком децембра сваке године организује у Дому омладине Београда и траје пет дана. Фестивал су 2009. основали Геј лезбејски инфо центар и Дом омладине Београда.
На фестивалу се приказују кратки играни и документарни филмови из свих земаља света, а који се баве геј, лезбијским, бисексуалним, транссексуалним, трансродним и квир темама. Фестивал додељује награде за најбољи играни, најбољи кратки и најбољи документарни филм. Награда носи назив Доротина ципелица.
Фестивал је добио име у част Вјерана Миладиновића Мерлинке, трансродне особе познате по улози у филму Желимира Жилника Дупе од мрамора, а која је убијена 2003. године. Фестивал је основан са циљем промоције ЛГБТ филмске уметности. Фестивал су до сада подржали Министарство културе и информисања Републике Србије, Скупштина града Београда, Канцеларија за људска и мањинска права Републике Србије и многи културни центри, амбасаде и фондације активне у Србији.

## Добитници
| Година | Добитник                                 | Награда                   | Држава               |
| ------ | ---------------------------------------- | ------------------------- | -------------------- |
| 2009.  | Ото, или устајте мртви                   | Најбољи играни филм       | Немачка              |
| 2010.  | Играчке за будале                        | Најбољи кратки филм       | САД                  |
| 2010.  | Велики геј мјузикл                       | Најбољи играни филм       | САД                  |
| 2010.  | Породичне ствари                         | Најбољи документарни филм | Швајцарска           |
| 2011.  | Терапија чистим ваздухом                 | Најбољи кратки филм       | Немачка              |
| 2011.  | Викенд                                   | Најбољи играни филм       | Уједињено Краљевство |
| 2011.  | Љубав из источног блока                  | Најбољи документарни филм | Белорусија           |
| 2012.  | Тек сам почео                            | Најбољи кратки филм       | Русија               |
| 2012.  | Гејба                                    | Најбољи играни филм       | САД                  |
| 2012.  | Ја сам сада жена                         | Најбољи документарни филм | Холандија            |
| 2013.  | Возач камиона                            | кратки                    | Куба                 |
| 2014.  | Кроз огледало Ја то зовем љубав          | кратки кратки             | Филипини Либан       |
| 2015.  | 09:55-11:05, Ингрид Екман, Бергсгатен 4Б | кратки                    | Шведска              |
| 2016.  | Отворена                                 | играни                    | Србија               |
| 2016.  | Заузми позу                              | документарни              | Холандија            |
| 2016.  | Голубица                                 | кратки                    | Грчка                |
| 2016.  | Транзиција                               | кратки                    | Србија               |
| 2017.  | 120 откуцаја у минути                    | играни                    | Француска            |
| 2017.  | Квиркор: Како панковати револуцију       | документарни              | Немачка              |
| 2017.  | Рибљи кари                               | кратки                    | Индија               |
| 2017.  | Желим да ти кажем                        | кратки                    | Србија               |
| 2017.  | Слутње анђела                            | Noizz maker награда       | Србија               |
| 2018.  | Тврдокорна фарба                         | играни                    | Бразил               |
| 2018.  | Педер транџа                             | документарни              | Бразил               |
| 2018.  | Брак                                     | кратки                    | Бугарска             |
| 2018.  | Сисак                                    | Noizz maker награда       | Индија               |
| 2018.  | Најбољи моменат                          | награда публике           | Шпанија              |
| 2018.  | По двоје од сваке врсте                  | анимирани филм            | Израел               |
| 2018.  | Зид                                      | кратки                    | Србија               |
| 2018.  | Матајас                                  | кратки                    | Аустрија             |
| 2019.  | Није вам ово Берлин                      | играни                    | Мексико              |
| 2019.  | Док нас порнић не растави                | документарни              | Португал             |
| 2019.  | Данте против Мохамеда Алија              | кратки                    | Холандија            |
| 2019.  | Лептири у Берлину                        | анимирани филм            | Италија              |
| 2019.  | Подршка                                  | кратки                    | Србија               |
| 2019.  | Фикус                                    | Промаја награда           | Северна Македонија   |
| 2019.  | Крокодил                                 | награда публике           | Шпанија              |
| 2020.  | Лето '85.                                | играни                    | Француска            |
| 2020.  | Мариа Луиза                              | документарни              | Бразил               |
| 2020.  | Фабиу                                    | кратки                    | Аустрија             |
| 2020.  | Матура                                   | кратки                    | Србија               |
| 2020.  | Змија                                    | ЕРА награда               | Северна Македонија   |
| 2020.  | Нек је што шареније                      | ЕРА награда               | Босна и Херцеговина  |
| 2020.  | Карусел                                  | анимирани филм            | Белгија              |
| 2020.  | Нисам геј                                | награда публике           | Северна Македонија   |